# Grimbergen
|  | For ølproduktet, se Grimbergen (øl) |
Grimbergen er en kommune i den belgiske provins Vlaams-Brabant i Flandern. I kommunen finder man byerne Beigem, Grimbergen, Humbeek og Strombeek-Bever. Kommunens areal er på 38,61 km², og 1. januar 2010 boede der 35.169 mennesker i kommunen.
Grimbergen er mest kendt for sit kloster og ølmærket af samme navn. Der findes også en del slotte i området, blandt andet renæssanceslottet Guldendal samt ruinen af byens gamle borgtårn kaldet Prinsenkasteel.